# ناحیه فلچ، میشیگان
ناحیه فلچ (به انگلیسی: Felch Township) یک منطقهٔ مسکونی در ایالات متحده آمریکا است که در شهرستان دیکینسون، میشیگان واقع شده‌است.
 ناحیه فلچ ۳۷۲٫۳ کیلومتر مربع مساحت و ۷۵۲ نفر جمعیت دارد و ۳۶۰ متر بالاتر از سطح دریا واقع شده‌است.